# دبلیودبلیوئی روز ۱ (۲۰۲۲)
دبلیودبلیوئی روز یک یا دِی وان (به انگلیسی: WWE Day 1) یک رویداد غیر رایگان (Pay-Per-View) در کشتی حرفه‌ای است که توسط کمپانی دبلیودبلیوئی و برای هر دو برند راو و اسمک‌داون تهیه می‌شود که این دوره‌اش همان‌طور که از نامش مشخص است، در ۱ ژانویه ۲۰۲۲ و در استیت فارم ارینا شهر آتلانتا، ایالت جورجیا برگزار شد. این اولین رویداد با نام روز یک است که جایگزین تی‌ال‌سی: میزها، نردبان‌ها و صندلی‌ها (۲۰۲۱) شد. همچنین این رویداد اولین رویداد غیر رایگان (Pey-Per-View) کمپانی دبلیودبلیوئی در سال ۲۰۲۲ بود.
هفت مسابقه برگزار شد که یکی از آنها در پری-شو بود. در مسابقه کیک-آف (پری-شو) سزارو و ریکوشی در مقابل ریچ هالند و شیمس قرار گرفتند. اگر چه هالند در اوایل مسابقه به دلیل آسیب دیدگی از ناحیه‌ی دهان قادر به ادامه‌ی مسابقه نبود، اما با این حال شیمس به تنهایی به مسابقه ادامه داد و به پیروزی رسید. در مسابقه‌ای که بر سر کمربند زنان راو بود، بکی لینچ در مقابل لیو مورگان به پیروزی رسید تا از کمربند قهرمانی خود حفاظت کند. ادج در مسابقه‌ای در برابر د میز به پیرزوی رسید؛ لازم به ذکر است که در این مسابقه بث فینیکس به کمک ادج آمد و به ماریس (همسر میز و همراه او در این مسابقه) حمله کرد. همچنین قهرمانان دو کمربندان تگ تیم یعنی تگ تیم اسمک‌داون و تگ تیم راو نیز که به ترتیب تیم های د اوسوز و آرکی برو هستند، از عناوین قهرمانی خود در برابر د نو دی و استریت پرافیتس حفاظت کردند. در مسابقه اصلی براک لزنر در مقابل بیگ ای، سث رالینز، کوین اونز و بابی لشلی پیروز شد تا قهرمان جدید کمربند دبلیودبلیوئی شود. البته ابتدا قرار بود که براک با رومن رینز سر کمربند یونیورسال مسابقه دهد، اما به دلیل ابتلای رینز به ویروس کرونا این مسابقه لغو و براک به مسابقه کمربند دبلیودبلیوئی اضافه شد.

## زمینه‌سازی
روز یک شامل مسابقاتی بین دشمنی‌های موجود، ماجراهای پیش آمده و استوری‌هایی خواهد بود که پیش از این در برنامه‌های را و اسمَک‌دَون پخش شده بود. کشتی‌گیرها با توجه به مسابقات یا سری اتفاقاتی که برایشان رخ می‌دهد و تنش را به حداکثر می‌رساند، نقش منفی یا قهرمان به خود می‌گیرند و در این رویداد به مسابقه و رقابت می‌پردازند.

### مسابقه کمربند قهرمانی دبلیودبلیوئی
در شوی رای ۲۵ اکتبر، سث رالینز در مسابقه نردبانی برنده شد تا حق مسابقه بر سر کمربند دبلیودبلیوئی را به دست آورد. در شوی رای ۲۹ نوامبر اعلام شد که سث رالینز و بیگ ای در روز ۱ به مصاف هم می‌روند؛ البته همان شب، کوین اونز با سلب صلاحیت برنده مسابقه اش با بیگ ای شد و از آنجا که قانون مسابقه این بود که اگر کوین برنده شود با بیگ ای مسابقه می‌دهد، کوین اونز به مسابقه اضافه شد. در شوی رای ۷ دسامبر، بابی لشلی به بیگ ای، کوین اونز و سث رالینز حمله کرد. هفته بعد از آن لشلی هر سه این نفرات را شکست داد و به مسابقه اضافه شد و این مسابقه از سه جانبه به چهار جانبه تغییر کرد.

### مسابقه کمربند یونیورسال دبلیودبلیوئی لغو شده
در کراون جول، رومن رینز، براک لزنر را با کمک د اوسوز شکست داد. فردای آن روز در شوی اسمک‌داون براک به آنها حمله کرد. در شوی اسمک‌داون ۲۶ نوامبر، سمی زین توانست در یک مسابقه بتل رویال برنده شود تا فرصت مسابقه در برابر رومن رینز سر کمربند یونیورسال دبلیودبلیوئی را به دست بیاورد. در‌ شوی اسمک‌داون ۳ دسامبر، لزنر از زین خواست تا در همین شب با رینز مسابقه دهد و زین قبول کرد و در آخر شو، زین با رینز بر سر کمربند یونیورسال مسابقه داشت که براک لزنر قبل از مسابقه وارد شد و به سمی زین سه سوپلکس (به انگلیسی: Suplex) و دو اف-فایو (به انگلیسی: F5) (حرکت های تمام کننده‌ی خود را) زد و پس از آن رینز وارد شد و با زدن حرکت پایانی خود یعنی اسپیر برنده‌ی مسابقه شد و مسابقه این دو (براک و رومن) برای پی-پر-ویوی روز ۱ ثبت شد.
اما در روز این پی-پر-ویو رومن رینز در توییتر خود اعلام کرد که تست کرونای او مثبت شده و نمی تواند در این مسابقه شرکت کند. بنابراین این مسابقه لغو شد و براک لزنر به مسابقه سر کمربند دبلیودبلیوئی اضافه شد. 

## نتایج
| #                                                                                                 | نتایج                                                                                         | نوع مسابقه                                              | مدت زمان |
| ------------------------------------------------------------------------------------------------- | --------------------------------------------------------------------------------------------- | ------------------------------------------------------- | -------- |
| ۱پ                                                                                                | شیمس و ریچ هالند پیروز در مقابل ریکوشی و سزارو                                                | مسابقه تگ تیم                                           | ۹:۴۵     |
| ۲                                                                                                 | د اوسوز (جی اوسو و جیمی اوسو) (c) پیروز در مقابل د نو دی (پادشاه وودز و آقای کوفی کینگستون)   | مسابقه تگ تیم برای قهرمانی تگ تیم اسمک‌داون دبلیودبلیوئی | ۱۷:۲۵    |
| ۳                                                                                                 | درو مکینتایر پیروز در مقابل مت‌کپ ماس (با همراهی کوربین خوشحال                                 | مسابقه تک نفره                                          | ۹:۴۵     |
| ۴                                                                                                 | آرکی-برو (رندی اورتن و مت ریدل) (c) پیروز در مقابل استریت پروفیتس(مانتز فورد و آنجلو داوکینر) | مسابقه تگ تیم برای کمربندان تگ تیم راو دبلیودبلیوئی     | ۱۱:۱۵    |
| ۵                                                                                                 | ادج پیروز در مقابل د میز (با همراهی ماریس)                                                    | مسابقه تک نفره                                          | ۲۰:۰۰    |
| ۶                                                                                                 | بکی لینچ (c) پیروز در مقابل لیو مورگان                                                        | مسابقه تک نفره برای کمربند زنان راو                     | ۱۷:۰۰    |
| ۷                                                                                                 | براک لزنر پیروز در مقابل بیگ ای (c)، سث رالینز، بابی لشلی و کوین اونز                         | مسابقه پنج جانبه برای قهرمانی دبلیودبلیوئی              | ۸:۳۵     |
| - (c) – نشان‌دهنده قهرمان(هایی) است که به میدان می‌روند - پ – نشان‌دهنده این است که مسابقه در پری–شو |                                                                                               |                                                         |          |

## موضوعات مرتبط
- فهرست قهرمانان کنونی دبلیودبلیوئی
- سامر اسلم (۲۰۲۱)
- سروایور سریز (۲۰۲۱)
- کراون جول (۲۰۲۱)
- بیگ ای
- رومن رینز